# Жовтень (кинотеатр)

Кинотеатр «Жовтень»

Кинотеатр «Жовтень» — кинокомплекс в Киеве. Являлся государственным коммунальным предприятием, которое начало работу в 1931 году под названием «Девятое Госкино».

## Залы
В кинотеатре имеется шесть залов:
- «Гегемон» — рассчитан на 414 мест (20 ряд). Экран - Harkness Hall Spectral 240 3D (14 х 5,9 м.).
- «Киноман» — рассчитан на 198 мест (15 рядов). Экран - Harkness Hall Spectral 240 3D (9,8 х 4,3 м.).
- «Аншлаг» — рассчитан на 55 мест (6 рядов). Экран - Harkness Hall Mini Perf Matt Plus (5,4 х 2,3 м.).
- «Классик» — рассчитан на 48 мест (5 рядов). Экран - Perlux 180+ (3,9 Х 2,2 м.).
- «Сладкая Жизнь» — рассчитан на 33 места (3 ряда). Экран - Stagelite Matt White (3,9 Х 2,4 м.).
- «Сеанс» — рассчитан на 24 места (2 ряда). Экран - Stagelite Matt White (3,6 Х 2 м.).

Во всех залах установлена звуковая система Dolby Digital.

## История
Кинотеатр открылся 8 ноября 1930 года под названием «Девятое Госкино» на углу ул. Шолом-Алейхема и Щекавицкой. Это был первый построенный после Октябрьской революции кинотеатр и первое отдельностоящее здание кинотеатра в городе. Стоимость строительства составила 312600 рублей. Кинотеатр был рассчитан на 680 мест.

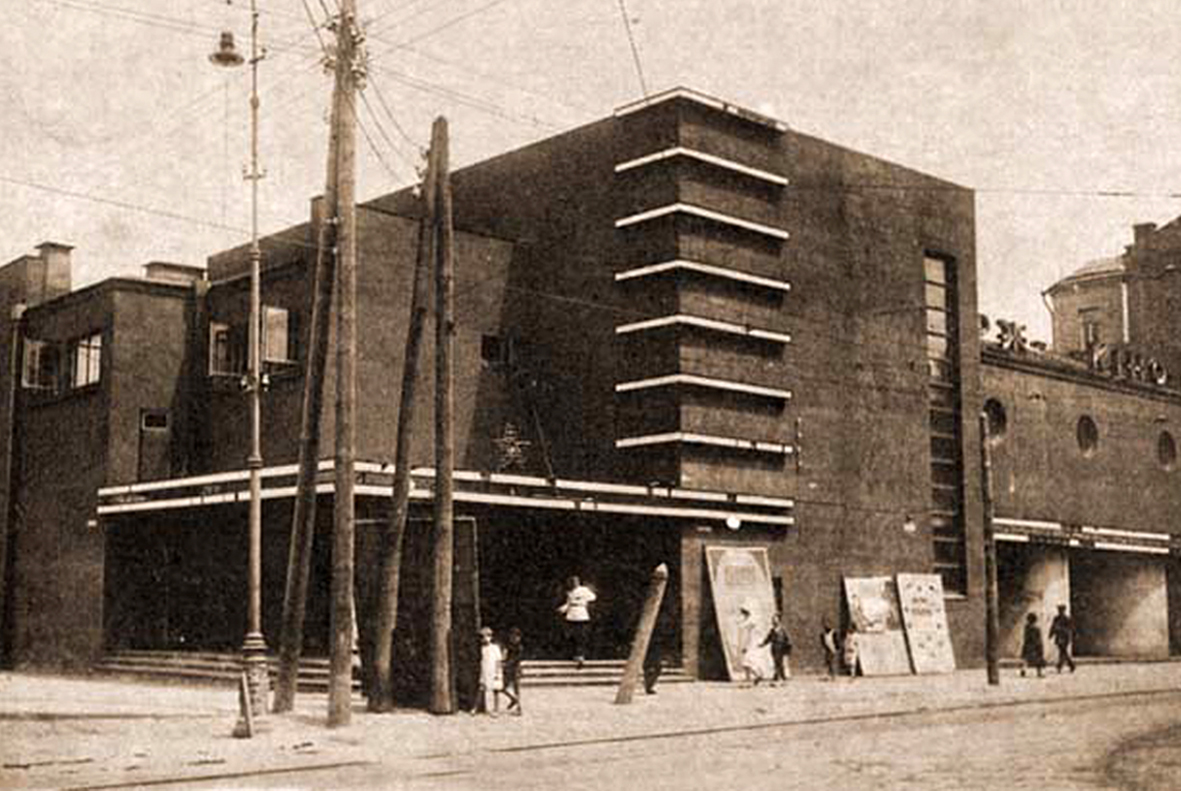
Кинотеатр «Жовтень», 1931 год

Регулярные сеансы начались 29 января 1931 года, когда состоялась премьера кинофильма «Гегемон».
Кинотеатр неоднократно подвергался реконструкциям. Это относится и к фасаду, и к технологическому оборудованию. В нём в одном из первых в СССР установлено звуковое оснащение, а в дальнейшие годы и оборудование для показа широкоэкранных и широкоформатных фильмов.
В годы Великой Отечественной войны кинотеатр функционировал, однако к концу войны он был наполовину разрушен. В годы немецкой оккупации носил название «Глория». С послевоенного времени кинотеатр носит название «Жовтень» («Октябрь»).
В 1960 году в кинотеатре был построен дополнительный кинозал на 300 мест, так называемый «Малый зал». Большой зал вместе с балконом был рассчитан на 841 зрителя.
В январе 2006 года был открыт третий зал.
С июля 2013 года городские власти пытаются досрочно разорвать договор аренды с ООО «Киноман» через суд и выселить кинотеатр из здания.
29 октября 2014 года во время киносеанса кинотеатр был подожжён. За преступление были задержаны двое ультраправых; один из них объяснил, что цель была не поджечь здание, а выразить возмущение насчёт фильмов на ЛГБТ-тематику.
В начале ноября 2014 года решением Киевского городского совета кинотеатр «Жовтень» был передан в аренду обществу «Киноман» на новых условиях (арендная ставка — 3% от стоимости имущества, определенной экспертным путём; срок действия договора — до 1 апреля 2020 года). 21 июля 2015 года комиссия Киевского городского совета по вопросам бюджета и социально-экономического развития согласовал выделение 41 миллиона гривен на восстановление кинотеатра, реконструкция которого может завершиться к осени этого года.
Реконструкция кинотеатра «Жовтень» была завершена 18 октября 2015 года.Открывал обновленный кинотеатр мэр Киева Виталий Кличко.
В кинотеатре два больших кинозала на 414 и на 198 мест, и четыре видеозала на 22, 33, 45 и 49 мест. Всех зрителей сегодня бесплатно угощают попкорном, вход на киносеансы доступен по специальным приглашениям. Заказчиком проектирования и реконструкции здания целостного имущественного комплекса кинотеатра была определена компания "Житлоинвестбуд-УКБ". Общая стоимость реконструкции составила 53 миллиона гривен.